# Kuwania quercus
Kuwania quercus är en insektsart som först beskrevs av Kuwana 1902.  Kuwania quercus ingår i släktet Kuwania och familjen pärlsköldlöss. Inga underarter finns listade i Catalogue of Life.